# كأس النرويج 1964
كأس النرويج 1964 (بالنرويجية: Norgesmesterskapet i fotball for menn 1964)‏ هو الموسم 59 من كأس النرويج. أقيم خلال الفترة 1964 وحتى 25 أكتوبر 1964، وأشرف على تنظيمه اتحاد النرويج لكرة القدم، وفاز فيه نادي روسنبورغ.